# Académie chilienne des sciences
L'Académie chilienne des sciences (en espagnol Academia Chilena de Ciencias) est le lieu de discussion et de présentation des connaissances et du savoir au Chili. Fondée en 1964, elle a son siège à Santiago.

## Histoire
La fondation de l'établissement remonte à Alejandro Carretón Silva, ministre de l'Éducation du président Jorge Alessandri Rodríguez et à la loi du 21 octobre 1964 sur les  sciences et les arts ; plusieurs autres institutions scientifiques ont été créés en même temps que cette académie.
La création de l'Académie est motivée par deux souhaits; le premier consiste à protéger et à exprimer les idéalismes de Platon qui se sont répandus pendant deux millénaires en Europe puis, au siècle des Lumières, en Amérique, le second est de diffuser les développements et progrès en arts et en sciences.

## Membres
L'Académie compte 36 membres titulaires, des membres correspondants étrangers, et des membres honoraires. Parmi les membres correspondants français ou travaillant en France, il y a Marc-Étienne Brachet, María Luz Cárdenas, Pierre Coullet, Claude Dellacherie (en), Jacques Demongeot, Grégoire Nicolis, Maurice Nivat, Marguerite Rinaudo, et les membres honoraires Jacques-Louis Lions et Pierre-Louis Lions.

## Présidents
- 2015 - 2018 : María Teresa Ruiz;
- Depuis 2018 : Cecilia Hidalgo Tapia;

## Groupement
L'académie est partie de l'Institut du Chili (es) qui est un groupement d'académies composé de :
- Académie chilienne de la langue (1885),
- Académie chilienne d'histoire (es) (1933),
- Académie chilienne des sciences  (1964),
- Académie chilienne des sciences sociales, politiques et morales (es) (1964),
- Académie chilienne de médecine (es) (1964) et
- Académie chilienne des Beaux-Arts (es) (1964).

Les quatre dernières sont fondées en 1964, les premières sont plus anciennes. L'objectif est de mieux gérer la diffusion de la culture et du savoir dans le pays.

## Fonctions de l'académie
Les fonctions de l'Académie des sciences sont les suivantes : 
- Encourager la discussion sur des sujets liés au thème de l'Académie
- Exprimer et élargir la science et de même les principes de la connaissance

L'académie est membre du Conseil international pour la science.

## Articles liés
- Membres de l'Académie chilienne des sciences (es)
- Institut du Chili (es)